# José Manuel Balmaceda
José Manuel Balmaceda Fernández (Bucalemu, Melipilla; 19 de julio de 1840 - Santiago, 19 de septiembre de 1891) fue un periodista y político chileno, que ejerció como presidente de Chile entre 1886 y 1891, habiendo sido catalogado por sus detractores y por parte de la historiografía nacional como un dictador.
Inició su gobierno con un ambicioso plan de obras públicas y con el ideal político de unir a los liberales en un solo gran partido. Sin embargo, pronto se inició un enfrentamiento con el congreso por la pugna entre presidencialismo y parlamentarismo, que se transformó en una guerra civil en 1891, tras aprobar Balmaceda el presupuesto de la nación sin la firma del Congreso. Derrotadas sus fuerzas en las batallas de Concón y de Placilla, se suicidó el 19 de septiembre de 1891 en la legación argentina.

## Primeros años de vida
Hijo del senador Manuel de Balmaceda Ballesteros y de Encarnación Fernández. Primogénito entre 12 hermanos, y nacido en el seno de una familia acaudalada. Estudió en el Colegio de los Sagrados Corazones de Santiago de los Padres Franceses, en el Seminario Conciliar, lugar donde desarrolló una temprana vocación sacerdotal, la cual abandonó tiempo después pero sin volverse antirreligioso, y en el Instituto Nacional.

## Matrimonio e hijos
Contrajo matrimonio con Emilia de Toro Herrera el 11 de octubre de 1865, de cuya unión tuvieron seis hijos: José Manuel, Pedro, Enrique, Elisa, Julia y María.

## Vida pública
En 1865 fue designado secretario de Manuel Montt Torres, durante el trabajo de este en el Congreso Americano de Lima. El expresidente marcó fuertemente a Balmaceda, especialmente su fuerza moral, su capacidad organizadora y la energía creadora. En esa época ya se destacaba como un gran orador, gozando de un enorme prestigio.
En 1866 fue Cofundador, con los escritores nacionales Justo y Domingo Arteaga Alemparte, del diario "La Libertad".
Fue elegido diputado por Carelmapu en cuatro ocasiones consecutivas. Desde que se presentó en el Congreso se incorporó de lleno al Partido Liberal Reformista, su trabajo y sus discursos parlamentarios se desenvolvieron desde 1870 a 1879 en el seno de la oposición reformista.
En 1878 el presidente Aníbal Pinto lo nombró ministro plenipotenciario ante el gobierno argentino, logrando que las autoridades trasandinas se comprometieran a respetar la neutralidad durante la Guerra del Pacífico.
Esta gestión le valió el aprecio de Domingo Santa María, quien lo designaría Canciller en su primer gabinete (1881), para convertirse después en su Ministro del Interior.
Santa María lo tomó por su sucesor, siendo proclamado candidato a la presidencia el 17 de enero de 1886, apoyado por los partidos Nacional, Liberal y una fracción de los Radicales. Su posible contendor, José Francisco Vergara, se retiró de la carrera presidencial y Balmaceda fue elegido presidente de la República por 417 votos.
Fue proclamado por el Congreso como presidente electo, en sesión del 30 de agosto de 1886. Asumió el mando el 18 de septiembre de 1886.

## Presidencia de la República

### Programa político
Los principales postulados de Balmaceda al iniciar su gobierno eran:
- Desarrollo económico del país, mediante un plan de obras públicas, que incluyen ferrocarriles, escuelas, alcantarillados, caminos, hospitales, cárceles, etc., con claro énfasis descentralizador.[4]
- Difusión de una amplia y completa instrucción pública[4].
- La consagración constitucional de la "libertad de los cultos, la independencia y la soberanía del Estado" respecto de la iglesia y el respeto a la fe religiosa[4].
- Industrializar el país, a través de políticas proteccionistas y la inversión directa del estado, que permitiera diversificar la producción y mejorar los salarios de la clase trabajadora.
- Reforma de las municipalidades y leyes sobre partidos políticos.
- Unir al liberalismo en una sola gran familia (hasta el momento divididos en liberales de gobierno, disidentes o luminarias y radicales).

### Primeros ministerios

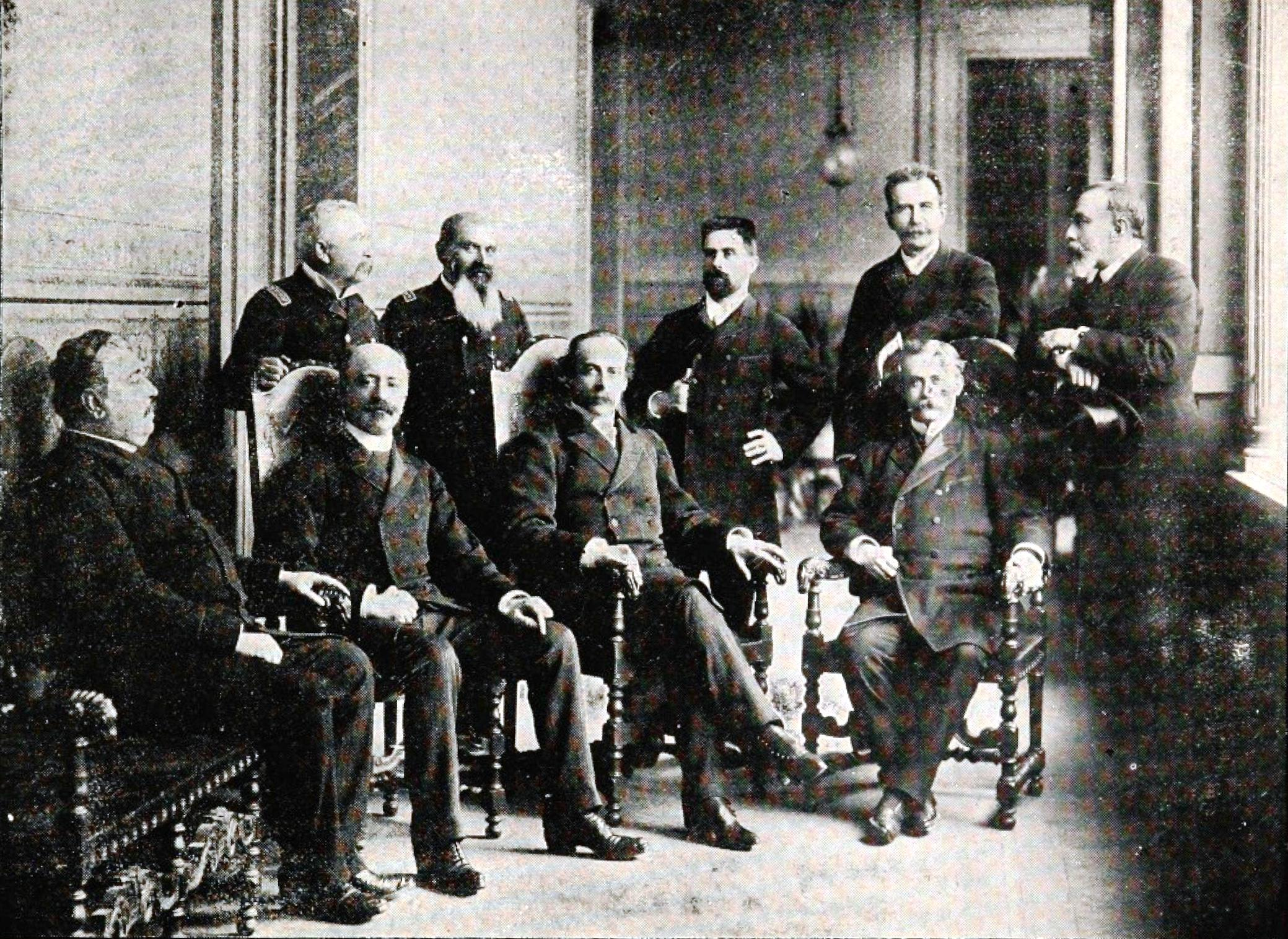
Balmaceda y sus Ministros: de pie General Velásquez, General Barbosa, Julio Bañados E., Guillermo Mackenna, José M. Valdés Carrera. Sentados: Pedro N. Gandarillas, Enrique S. Sanfuentes. Presidente Balmaceda, Juan Mackenna.

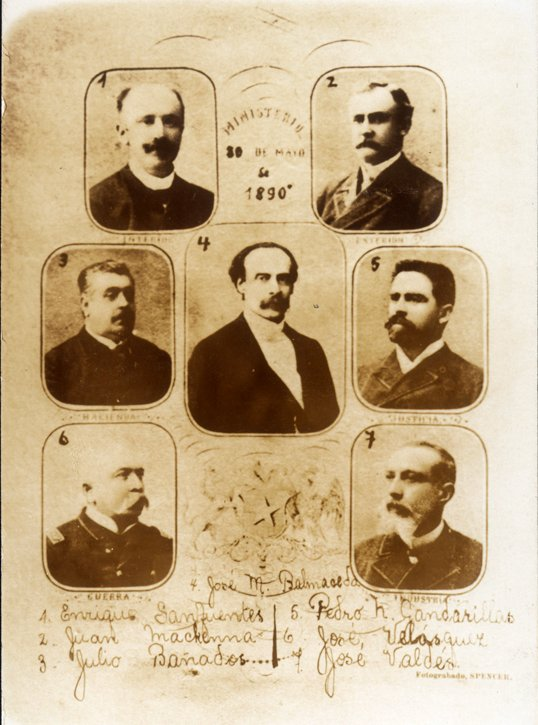
Presidente Balmaceda y de los miembros del Ministerio formado el 20 de mayo de 1890. 1.- Enrique Salvador Sanfuentes 2.- Juan Mackenna 3.- Julio Bañados Espinosa 4.- Balmaceda 5.- Pedro N. Gandarillas 6.- Gral. José Velásquez Bórquez 7.- José Valdés.

Juraron junto a Balmaceda sus primeros ministros, que serán:
- Interior: Eusebio Lillo (liberal)
- Hacienda: Agustín Edwards Ross (nacional)
- Relaciones: Joaquín Godoy Cruz (liberal)
- Justicia, Culto e Instrucción Pública: Pedro Montt Montt (nacional)
- Guerra y Marina: Evaristo Sánchez (liberal)

El primer paso del presidente y su gabinete fue concluir con la lucha teológica, terminando con un problema que databa de la administración Pinto. Sucedía que estaba vacante el arzobispado de Santiago desde la muerte de Rafael Valdivieso, pues el gobierno intentó usar el derecho de patronato para dejar en el cargo a don Francisco de Paula Taforó, rechazado por los eclesiásticos ultramontanos que boicotearon su elección en Roma.
Este conflicto llegó a ribetes más graves durante la administración Santa María, pues este presidente rompió las relaciones con la Santa Sede.
Ahora Balmaceda, aunque liberal y colaborador de Santa María, deseaba reconciliar al gobierno y a la iglesia, y buscó un candidato de consenso entre los dos, del que salió la candidatura de Mariano Casanova.
El 3 de diciembre León XIII firmaba la preconización de Casanova, poniendo fin a una lucha del que todo Chile estaba hastiado.
El ministro Lillo repitió los comicios municipales de Santiago, por encontrarse los anteriores viciados. El triunfo lo obtuvo la oposición, mostrando al gobierno una corrección no vista con anterioridad.
Sin embargo este ministerio, que poseía los aplausos de todo un país, tuvo que enfrentar la oposición de los liberales disidentes, que pretendían derribar este ministerio y sustituir ello a los nacionales en el gobierno.
Lillo presentó su renuncia al no contar con el apoyo de estos liberales, quienes realizaban obstrucción parlamentaria valiéndose de la falta de clausura del debate.
El nuevo ministerio estaba encabezado por Carlos Antúnez. Este se dedicó a plantear un nuevo reglamento para la cámara de diputados, para evitar acciones como las que derribaron al ministerio Lillo, pero fue tanta la oposición que solo se logró aprobar la clausura del debate en las leyes de contribuciones, presupuesto y residencia del ejército. También se elevaron los ministerios de cinco a seis, creándose el de Obras Públicas.
En su discurso presidencial del 1 de junio de 1887, el presidente Balmaceda planteó derechamente la unidad de los liberales, por lo que se creó un nuevo ministerio con liberales disidentes, quienes reclamaban dos ministerios, a pesar de su pobre representación parlamentaria. Así el ministerio quedó formado por dos liberales, dos liberales disidentes y dos nacionales.
En 1888 se realizaron los comicios parlamentarios, más correctos que los anteriores pero no faltos de intervención, en el que la oposición avanzó algunos escaños.
Los disidentes convencieron a Balmaceda para formar un gabinete únicamente liberal, expulsando a los nacionales. El mandatario aceptó la propuesta y los nacionales pasaron a la oposición. Doble error, expulsar a los nacionales les quitó los mejores hombres de la administración y los disidentes ingresados al gobierno serían un caballo de Troya que destruiría las bases de su gobierno.

### El conflicto con el Congreso
Gabinetes vienen y van, la crisis política protagonizada por la ruptura con los nacionales deja al gobierno con una mayoría cada vez más débil en la cámara de diputados, mientras que algunos liberales de gobierno se escapan del redil para sumarse a los disidentes o a los nacionales (liberales mocetones). Es entonces cuando Balmaceda llama a los radicales para formar parte del gobierno. Su sueño de la unificación de los liberales parece cumplido, pero sería una ilusión frágil que se rompería al primer soplido.
Y este soplido llegó cuando los nacionales, radicales, disidentes y mocetones, cansados de la “versatilidad del presidente”, formaron un grupo político que Balmaceda llamó despectivamente el “cuadrilátero“. Esta nueva fuerza tenía un poder casi equiparable al cada vez más débil partido liberal de gobierno, por lo que Balmaceda tuvo que ceder y formar un ministerio con el “cuadrilátero”, cuyo paso sería muy breve, por la lucha entre el “cuadrilátero” y el candidato de Balmaceda para su sucesión, Enrique Sanfuentes.
El programa del “cuadrilátero” se resume en: Libertad electoral, independencia de los partidos respecto al ejecutivo y la implementación de un sistema parlamentario de gobierno.
Balmaceda comprendió finalmente que su sueño de la unificación liberal era un fracaso, y se armó para la batalla contra la oposición, que deseaba despojar al presidente de sus facultades. Sondeó apoyo en el partido conservador, pero no logró el apoyo suficiente. Prescindió de Sanfuentes como candidato, ungiendo a Claudio Vicuña como su candidato, mientras la oposición hace y deshace ministerios presentado votos de censura, inclusive antes que estos hubiesen siquiera presentado ante el congreso.

### El quiebre
Al perder la mayoría parlamentaria, Balmaceda debió nombrar gabinetes acordes con la nueva distribución de las fuerzas políticas, lo que se prolongó hasta enero de 1890, en que nombró un gabinete de marcado carácter presidencial, puesto que el congreso no había aprobado las leyes periódicas de ese año. El ministerio era encabezado por Adolfo Ibáñez, y tenía la peculiaridad de ser el primer gabinete con integración militar de Balmaceda, con el general José Velásquez como ministro de guerra, lo que significaría el inicio de la politización del ejército y su subsiguiente división durante la guerra civil.
El 30 de mayo se reformó el gabinete, nombrándose a Sanfuentes ministro del interior, cuestión que enardeció a la oposición parlamentaria, quienes echaron mano del aplazamiento de la discusión de la Ley de Presupuestos de 1891, para provocar el cambio de los ministerios por otro de corte parlamentario.
Los parlamentarios, esperaban acusar constitucionalmente al gabinete de Sanfuentes, puesto que en tal situación, la constitución establecía que el presidente no podía modificar el ministerio y después de seis meses podía encontrarse incluso inhabilitado para gobernar.
Ante tal presión, el presidente preparó un plan con sus ministros y militares cercanos, para disolver el congreso e instalar la dictadura. El golpe de Estado se evitó con la intervención del arzobispo Mariano Casanova, quien logró un acuerdo entre gobierno y oposición para aprobar la ley de contribuciones, con la condición de nombrar en su gabinete de carácter parlamentario. Este fue el ministerio de Belisario Prats, que no tenía integración militar y significó una última tregua entre los poderes en pugna, pero fue disuelto por el problema de las futuras elecciones presidenciales y las insoslayables diferencias entre el presidente y su ministro del interior. En octubre de 1890 nombró un gabinete de carácter presidencial, con Claudio Vicuña como ministro del interior. Para evitar la acusación constitucional, Balmaceda clausuró las sesiones extraordinarias del congreso, a pesar de que no se habían aprobado las leyes de presupuesto.
El odio y la tensión política se acrecentaban, y se podía constatar en la prensa. Además de las acusaciones de tirano que le hacían a Balmaceda, también atacaban su persona, se decía que tenía un “mezquino espíritu de venganza”, de lanzar contra la sociedad una banda de asesinos infames, reclutados “en los arrabales y en las cárceles”. Se le acusaba de tener apariencias delicadas y facciones de mujerzuela, cuestionándose además su salud mental.
El presidente Balmaceda también atacaba a los “judíos y revolucionarios”, que habían osado levantarse contra él.
Un incidente vino a caldear aún más el ambiente. El 19 de diciembre se convocó una gran concentración en el Club Conservador, que la policía intentó disolver por la fuerza. Algunos, sin embargo, se batieron a balazos con los agentes, que hirieron al joven Isidro Ossa Vicuña. Aunque este logró escapar, su herida se agravó y falleció en brazos de su madre, generando una fuerte animadversión en contra del gobierno.[cita requerida]
Ambas partes se negaron a ceder, por lo que al llegar el año 1891, Balmaceda estableció por decreto la prórroga de los presupuestos del año anterior (1 de enero). Esto condujo a la crisis institucional, el Congreso Nacional declaró al presidente fuera de la ley, a lo que Balmaceda respondió instaurando la dictadura, asumiendo todo el poder público necesario para la administración y gobierno del estado y el mantenimiento del orden interior.
Apoyándose en la Armada, liderada por el capitán de navío Jorge Montt Álvarez, y parte del ejército, el Congreso se trasladó a Iquique y desde allí dirigió la guerra contra el presidente, quien era apoyado por parte del Ejército.
El presidente hizo público el siguiente decreto:

Teniendo presente:

Que el congreso no ha despachado oportunamente la ley de presupuestos para el presente año;

Que no es posible, que mientras se promulga dicha ley, suspender lo servicios públicos y la seguridad exterior de la república, decreto:

Mientras se dicta la ley de presupuestos para el presente año de 1891, regirán los que fueron aprobados para el año 1890 por la ley del 31 de diciembre de 1889

Balmaceda se salía de la constitución al traspasar sus facultades. Paralelamente los congresistas rebeldes lanzan un manifiesto que dice:

1º Que el Presidente de la República, don José Manuel Balmaceda, está absolutamente imposibilitado para continuar en el ejercicio de su cargo, y, en consecuencia, que cesa en él desde este día;

2º Que están igualmente imposibilitados para reemplazarlo en ese cargo sus Ministros del Despacho y los consejeros de Estado que han sido sus cómplices en los atentados contra el orden constitucional.

Y, en consecuencia, designamos a don Jorge Montt para que coadyuve a la acción del Congreso, a fin de restablecer el imperio de la Constitución.

Santiago, a 1º de enero de 1891.

### Guerra civil de 1891

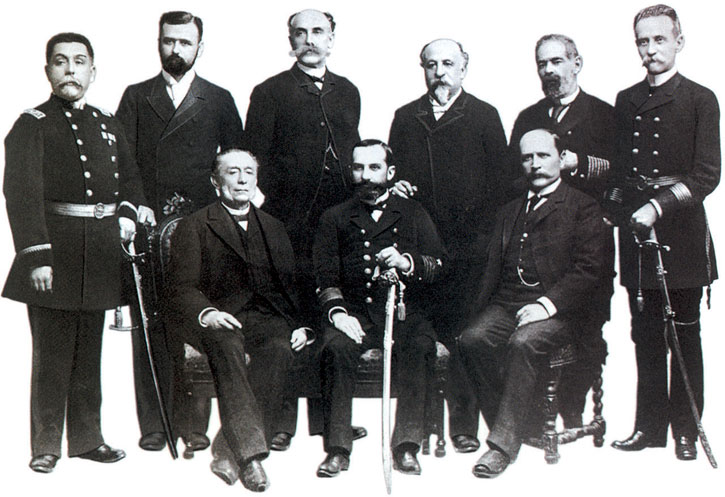
Miembros de la Junta de Gobierno de Iquique, 1891.

El 6 de enero se sublevó la escuadra, que trasportaba a los principales líderes de la revolución, mas no se les plegó el ejército, por lo que el conflicto Presidente-Congreso devino en guerra civil.
Ésta, en sus inicios, ni siquiera parecía existir, la escuadra no desembarcaba en ningún sitio y se le tituló “la revolución ambulante”. Pero pronto cambiarían las cosas, pues la escuadra se dirigió al norte, donde difícilmente podrán ser atacados por el ejército regular y manejarían las riquezas del salitre.
Por los combates de la aduana de Iquique y Pozo Almonte, los revolucionarios dominaron el norte, instaurándose una junta de gobierno, presidida por Jorge Montt, e integrada por Waldo Silva y Ramón Barros Luco.
El gobierno envió al norte a las torpederas “Lynch” y “Condell”, que hundieron el “Blanco Encalada”.
Mientras en Santiago funcionaba el “Comité Revolucionario”, liderado por Carlos Walker Martínez, quien tenía por objetivo coordinar acciones contra el gobierno de Balmaceda en la capital. Este comité tendría que hacerle frente al ministro Domingo Godoy.
Los enemigos de Godoy dentro del gobierno (que eran muchos) lograron la destitución de este, al mismo tiempo que se convocaban elecciones parlamentarias y presidenciales, donde solamente fueron elegidos cercanos al mandatario. Como presidente electo se eligió a Claudio Vicuña.
Ya caído Godoy, el 20 de agosto un grupo de jóvenes opositores a Balmaceda se reunieron en el fundo de Lo Cañas perteneciente al senador conservador Carlos Walker Martínez, esperando instrucciones del comité, cuando fueron rodeados por el ejército. Después de un juicio, todos fueron ejecutados previa tortura, llegando algunos a no poder caminar hasta el patíbulo. La masacre fue ordenada por el coronel Orozimbo Barbosa.
Este hecho fue un golpe directo a la moral de los partidarios de Balmaceda y aún hoy se conserva una ya derruida cruz en la intersección de las Avenidas Walker Martínez y Tobalaba, en la comuna de La Florida. Este episodio es recordado como "Masacre de Lo Cañas".

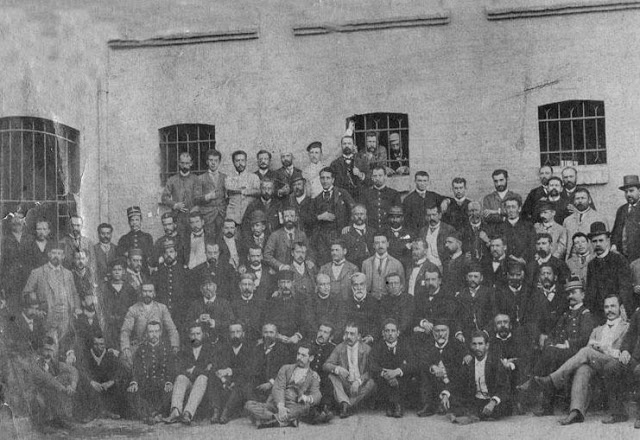
Congresistas en cárcel de Valparaíso, 1891.

Los revolucionarios preparaban su ejército, improvisado con marineros y trabajadores del salitre, entrenados por el alemán Emilio Koerner, que los adiestraba según las nuevas técnicas prusianas.
Los rebeldes desembarcaron entre los puertos de Valparaíso y Quintero, dirigiéndose a Concón, donde presentaron batalla ante el ejército gobiernista, triunfando los primeros. Esta victoria se ratificó con el Combate de Placilla, en la parte alta de Valparaíso que marcó el final de las esperanzas de Balmaceda y el triunfo de la revolución.

## Muerte

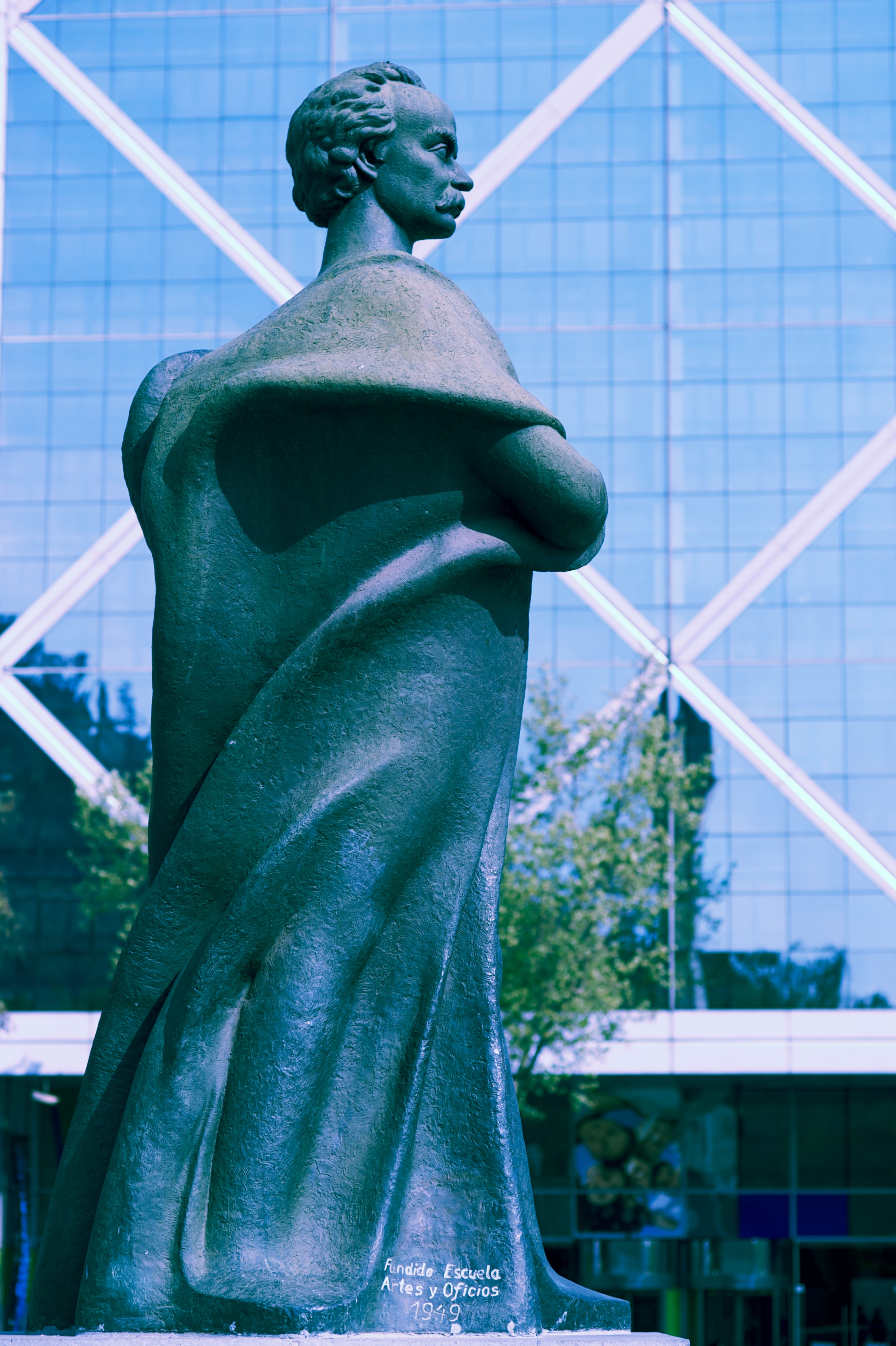
Monumento en honor al presidente José Manuel Balmaceda en el Parque Balmaceda (Comuna de Providencia), por el escultor chileno Samuel Román.

Balmaceda delegó el mando en el general Manuel Baquedano, para que mantuviera el orden en Santiago por las posibles reacciones a la victoria revolucionaria. Envió a su familia a la embajada de los Estados Unidos, mientras él hacía lo propio en la legación argentina, ubicada en Amunátegui 143.
Baquedano no supo o no pudo sobreponerse a los incidentes del día después: los vencedores saqueaban e incendiaban las casas de los derrotados. Muchos de los balmacedistas tuvieron que esconderse y exiliarse. La casa que Balmaceda estaba construyendo se salvó ya que alguien pintó Para el coronel Del Canto.[cita requerida]
Después de tres días de mandato, el general confirió el poder al comité revolucionario y se retiró a su domicilio.
Mientras, Balmaceda en la legación argentina no deseaba informarse de los acontecimientos; solo días después empezó a leer los primeros diarios, que lanzaban feroces ataques en su contra. Pensó en entregarse a la junta, pero consideró que se le torturaría para después fusilarlo. En la Legación fue protegido por el ministro Uriburu, quien incluso estudió con el líder conservador Carlos Walker una posible fuga a través de la casa de este, vecina de la Legación. Allí redactó un "testamento político", del que se extraen los principales párrafos:

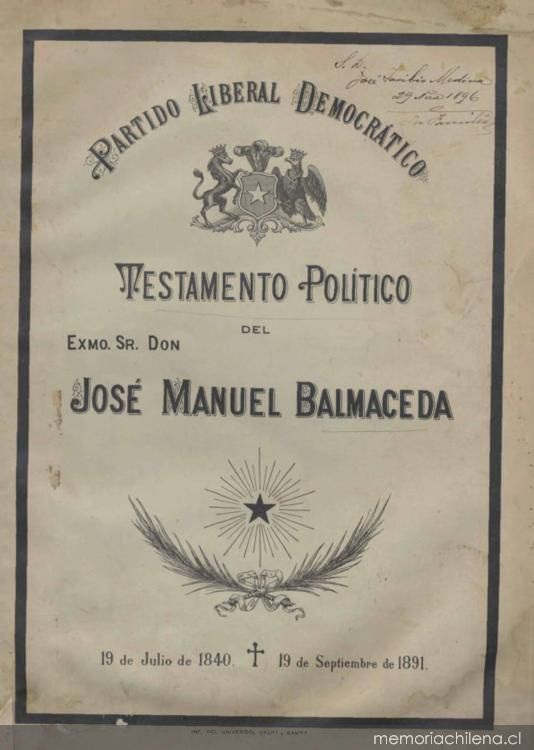
Testamento político de Balmaceda.

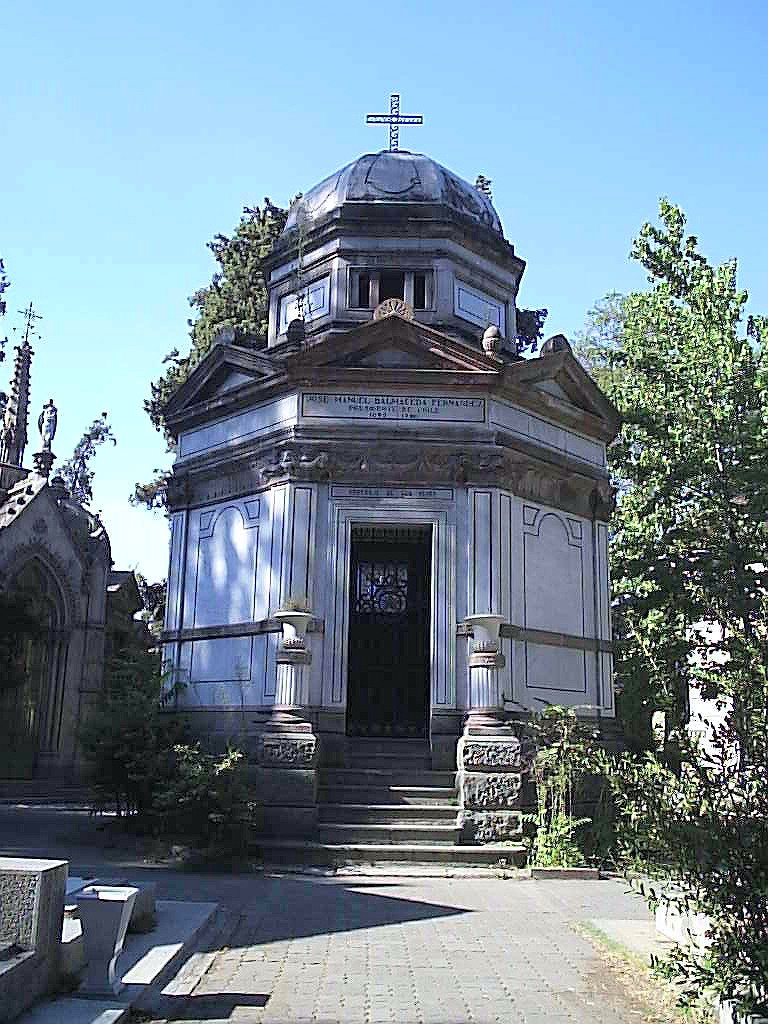
Mausoleo de Balmaceda en el Cementerio General de Santiago.

“Mi vida pública ha concluido. Debo, por lo mismo, a mis amigos y a mis conciudadanos la palabra íntima de mi experiencia y de mi convencimiento político".
"Mientras subsista en Chile el gobierno parlamentario en el modo y forma en que se ha querido y tal como lo sostiene la revolución triunfante, no habrá libertad electoral ni organización seria y constante en los partidos, ni paz entre los círculos del Congreso.
El triunfo y el sometimiento de los caídos producirán una quietud momentánea; pero antes de mucho renacerán las viejas divisiones, las amarguras y los quebrantos morales para el Jefe del Estado".
"Sólo en la organización del Gobierno popular representativo con poderes independientes y responsables y medios fáciles y expeditos para hacer efectiva la responsabilidad, habrá partidos con carácter nacional y derivados de la voluntad de los pueblos, y armonía y respeto entre los poderes fundamentales del Estado".
"El régimen parlamentario ha triunfado en los campos de batalla; pero esta victoria no prevalecerá. O el estudio, el convencimiento y el patriotismo abren camino razonable y tranquilo a la reforma y a la organización del gobierno representativo, o nuevos disturbios y dolorosas perturbaciones habrán de producirse entre los mismos que han hecho la revolución unidos y que mantienen la unión para el afianzamiento del triunfo, pero que al fin concluirán por dividirse y por chocarse. Estas eventualidades están más que en la índole y en el espíritu de los hombres, en la naturaleza de los principios que hoy triunfan y en la fuerza de las cosas".
"Éste es el destino de Chile y ojalá que las crueles experiencias del pasado y los sacrificios del presente induzcan la adopción de las reformas que me hagan fructuosa la organización del nuevo Gobierno, seria y estable la constitución de los partidos políticos, libre e independiente la vida y el funcionamiento de los poderes públicos y sosegada y activa la elaboración común del progreso de la República".
"No hay que desesperar de la causa que hemos sostenido ni del porvenir".
"Si nuestra bandera, encarnación del gobierno del pueblo verdaderamente republicano, ha caído plegada y ensangrentada en los campos de batalla, será levantada de nuevo en tiempo no lejano, y con defensores numerosos y más afortunados que nosotros, flameará un día para honra de las instituciones chilenas y para dicha de mi patria, a la cual he amado sobre todas las cosas de la vida.
Cuando ustedes y los amigos me recuerden, crean que mi espíritu, con todos sus más delicados afectos, estará en medio de ustedes”.

Terminado de escribir todas las cartas, al amanecer del 19 de septiembre, se recostó en la cama, apoyando la cabeza en el lado izquierdo. Con la mano derecha se apuntó con un revólver —que le había sido obsequiado por el agente de Smith & Wesson en Chile— en la cabeza, y apretó el gatillo. Eran las ocho de la mañana.
La noticia de su muerte corrió con rapidez. Se agolpó tanta gente en la delegación argentina, que tuvo que ser dispersada por las tropas. Se trasladó el cuerpo al cementerio en secreto durante la noche. La urna fue depositada en la sepultura de la Familia Arrieta, pero para evitar la profanación fue trasladado a otra tumba. Finalmente, el 26 de noviembre de 1896, fue trasladado el cuerpo de Balmaceda al mausoleo de su familia, en apoteosis, tributada por sus admiradores, con la simpatía de muchos de sus adversarios y la indulgencia de casi todos sus enemigos.
Con Balmaceda murió también el régimen portaliano y el autoritarismo presidencial. La última palabra en el poder la tendría ahora la triunfante oligarquía que gobernaría hasta 1920.

## Obras y legado
Durante la Administración de Balmaceda se registraron los siguientes hitos relacionados con Obras públicas:
- Construcción e inauguración del Viaducto del Malleco, la obra de ingeniería vial más elevada de Sudamérica.
- Establecimiento de la red ferroviaria hacia la denominada Frontera y hacia Mendoza, Argentina (Ferrocarril trasandino).
- Fundación del Instituto Pedagógico de la Universidad de Chile.
- Política de Cesión de terratenencias en la Araucanía que protegía a la etnia mapuche de grandes latifundistas.
- Aumento del erario Fiscal a raíz de las exportaciones de Salitre al extranjero.
- Iluminación eléctrica en calles e instalación de redes de telefonía de la ciudad de Santiago y Valparaíso.
- Creación del Ministerio de Obras Públicas MOP.
- Canalización del río Mapocho.
- Fundación del Internado Nacional Barros Arana.
- Modernización de principales puertos de Chile.
- Fundación de la Escuela de Medicina de la Universidad de Chile y de la Escuela de Dentística de la Universidad de Chile.
- Creación de la Universidad Católica de Santiago.
- Construcción del edificio principal de la Escuela Militar Bernardo O`Higgins.
- Incorporación de Isla de Pascua a territorio chileno.

## Homenajes y reconocimientos

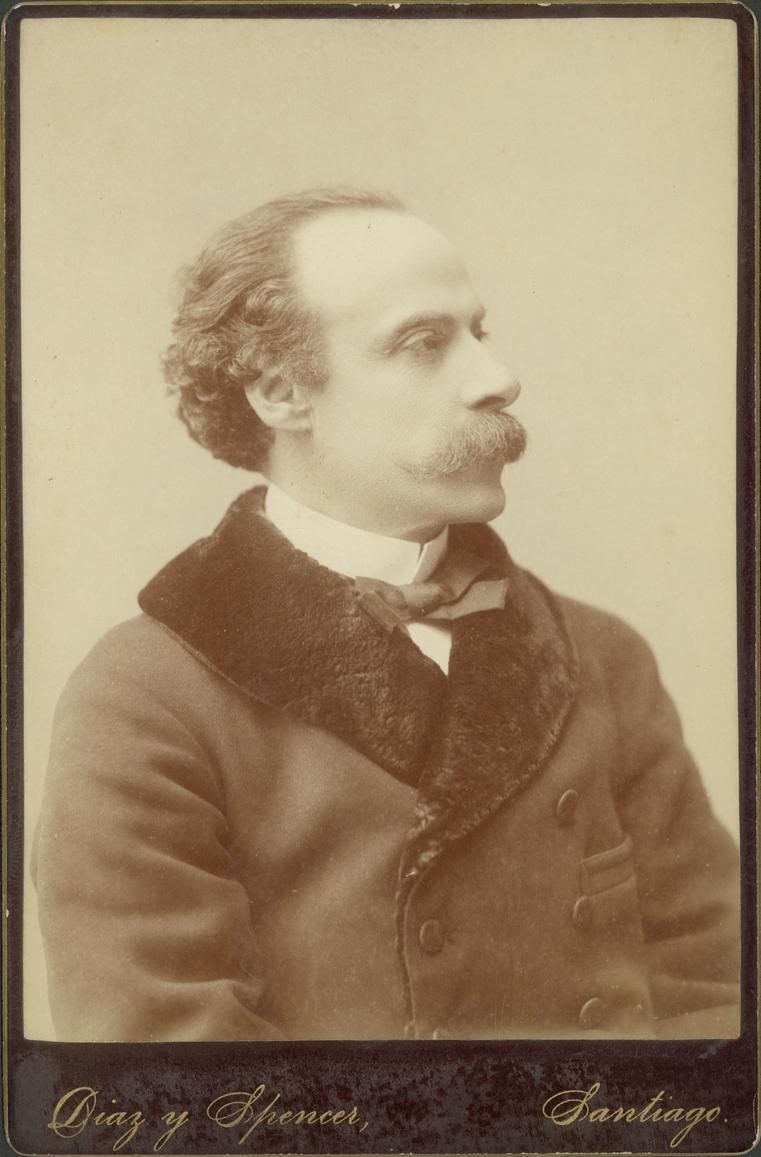
Retrato de José Manuel Balmaceda Fernández.

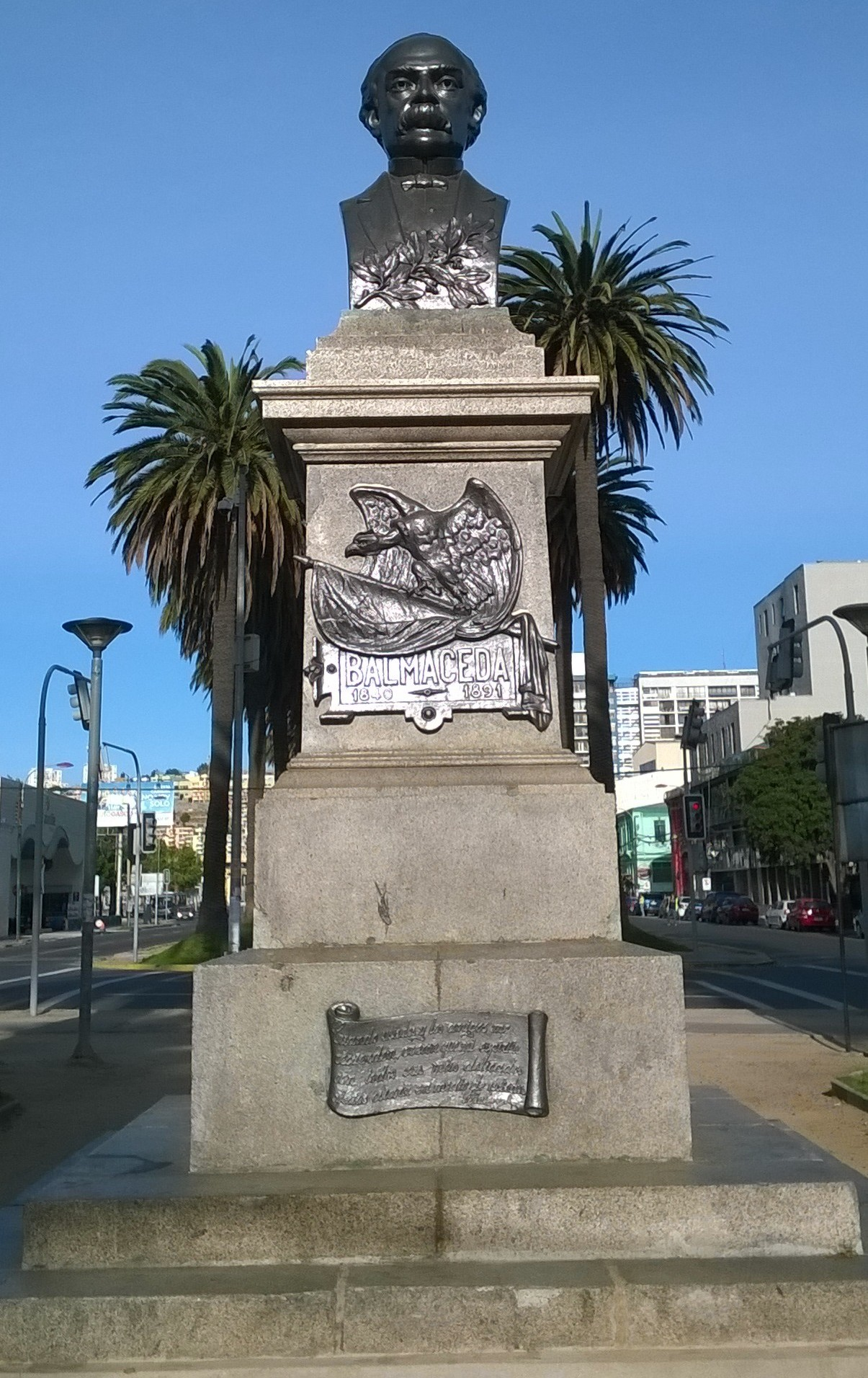
Monumento al presidente Balmaceda, en la Avenida Brasil de Valparaíso, Chile.

El enorme mausoleo donde se encuentra la tumba de Balmaceda, es un lugar de veneración popular por parte de estudiantes secundarios y universitarios chilenos, quienes acuden a pedir su intercesión para aprobar un examen clave o conseguir el corazón de alguna chica. Las paredes de la sepultura se encuentran invadidas por estas solicitudes.
En su honor, se bautizó Balmaceda a una ciudad en la Región de Aysén, fundado en 1927, y su nombre lo lleva también una importante arteria vial de la comuna de Santiago. También existen avenidas con su nombre en Antofagasta, La Serena, Curicó, San Javier, San Antonio, Los Ángeles y Temuco.
En la comuna de Providencia se emplaza el Parque Balmaceda, que se inicia con el monumento en su honor esculpido por Samuel Román y extiende hasta la calle Huelén.
Una de las avenidas principales de la comuna de Renca, lleva el nombre de José Manuel Balmaceda, esta recorre de Oriente a poniente y viceversa entre Av. Condell y Av. Apóstol Santiago.
Dos liceos llevan su nombre en Curacaví y en Independencia, además de un colegio técnico profesional ubicado en San Bernardo.
Carlos Tromben publicó la novela histórica Balmaceda: la guerra entre chilenos en el año 2016. Isidora Aguirre reconstruyó los últimos días del presidente José Manuel Balmaceda en su obra Diálogo de fin de siglo.
El Partido Liberal ha recuperado su herencia y constituyó la Fundación Presidente Balmaceda, destinada a difundir su ideario.

## Historial electoral

### Elecciones presidenciales de 1886
- Elecciones presidenciales de 1886